# Adenozin difosfat riboza
Adenozin difosfat riboza je molekul koji formira lance posredstvom enzima poli ADP ribozna polimeraza. On se vezuje za i aktivira TRPM2 jonski kanal.